# Kamjanets-Podilskyj
Kamjanets-Podilskyj (ukrainsk: Кам'янець-Подільський, tr. Kam'janets-Podilskyj, russisk: Каменец-Подольский, tr. Kamenets-Podolskij) er en by i Khmelnytskyj oblast i Ukraine. Byen har en befolkning på omkring 100.462 (2017) indbyggere.

## Histore
Byen kendes tilbage til middelalderen og er kendt i historiske kilder tilbage til 1106. Fra 1300 til 1700-tallet oplevede Kamjanets både opgangstider og blomstring. Fra 1373 til 1430 var byen en del af Storfyrstendømmet Litauen, derefter var den, bortset fra en kort periode i tiden 1672 til 1699 under tyrkisk-tatarer, en del af den polsk-litauiske realunion. Byen var en af realunionens vigtigste befæstninger. Ved Polens første deling i 1772 blev Kamjanets en del af Det Russiske Kejserrige. I 1918 blev det første ukrainske universitet etableret i byen. Umiddelbart efter 1. verdenskrig blev byen i 1919 sæde for den midlertidige ukrainske nationalregering. I 1922 blev byen sammen med resten af Ukraine en delrepublik i Sovjetunionen. Under 2. verdenskrig led byen stærkt under krigshandlingerne, undertrykkelsen og Holocaust. Efter krigen blev byen genopbygget og er i dag en del af den selvstændige stat Ukraine.

## Demografi
Byen har en befolkning på omkring 100.462 (2017) indbyggere. Dagens borgere kan hovedsagelig inddeles i tre befolkningsgrupper: polakker, ukrainere og armenere. Hver befolkningsgruppe har egne områder i byen, dette genspejles i de forskellige arkitekturelementer i byen.